# Belonopsis iridis
Belonopsis iridis är en svampart som först beskrevs av P. Crouan & H. Crouan, och fick sitt nu gällande namn av Graddon 1961. Belonopsis iridis ingår i släktet Belonopsis och familjen Dermateaceae.   Inga underarter finns listade i Catalogue of Life.